# Joseph Hermans
Josephus Franciscus (Joseph of Frans) Hermans (Ekeren, 27 april 1890 - 1925) was een Belgisch boogschutter. 

## Levensloop
Hermans was afkomstig van Ekeren, waar hij actief was bij de Koninklijke Boogschuttersmaatschappij De Hoop.
Hij verzamelde drie olympische medailles op de Olympische Spelen van 1920 in Antwerpen. Hij behaalde individueel brons in het onderdeel 'staande wip, kleine vogel' (score van 6). Daarnaast behaalde hij er met het Belgisch team goud in de onderdelen 'staande wip, grote vogels' (score van 31) en 'kleine vogels' (score van 25). Naast Hermans bestond het team uit Firmin Flamand, Louis Van de Perck, Edmond Van Moer, Edmond Cloetens en Auguste Van De Verre. Deze zes Belgen waren de enige deelnemers.
In 2020 werd een dreef in het Veltwijckpark te Ekeren naar hem vernoemd.

## Palmares
Staande wip, grote vogels
- 1920: 5e OS in Antwerpen - 5 p.
- 1920:  landenklassement OS in Antwerpen - 31 p.

Staande wip, kleine vogels
- 1920:  OS in Antwerpen - 6 p.
- 1920:  landenklassement OS in Antwerpen - 25 p.